# Sardinata
Sardinata là một khu tự quản thuộc tỉnh Norte de Santander, Colombia. Thủ phủ của khu tự quản Sardinata đóng tại Sardinata Khu tự quản Sardinata có diện tích 1431 ki lô mét vuông. Đến thời điểm ngày 28 tháng 5 năm 2005, khu tự quản Sardinata có dân số 21247 người.